# Oldsmobile Cutlass Ciera

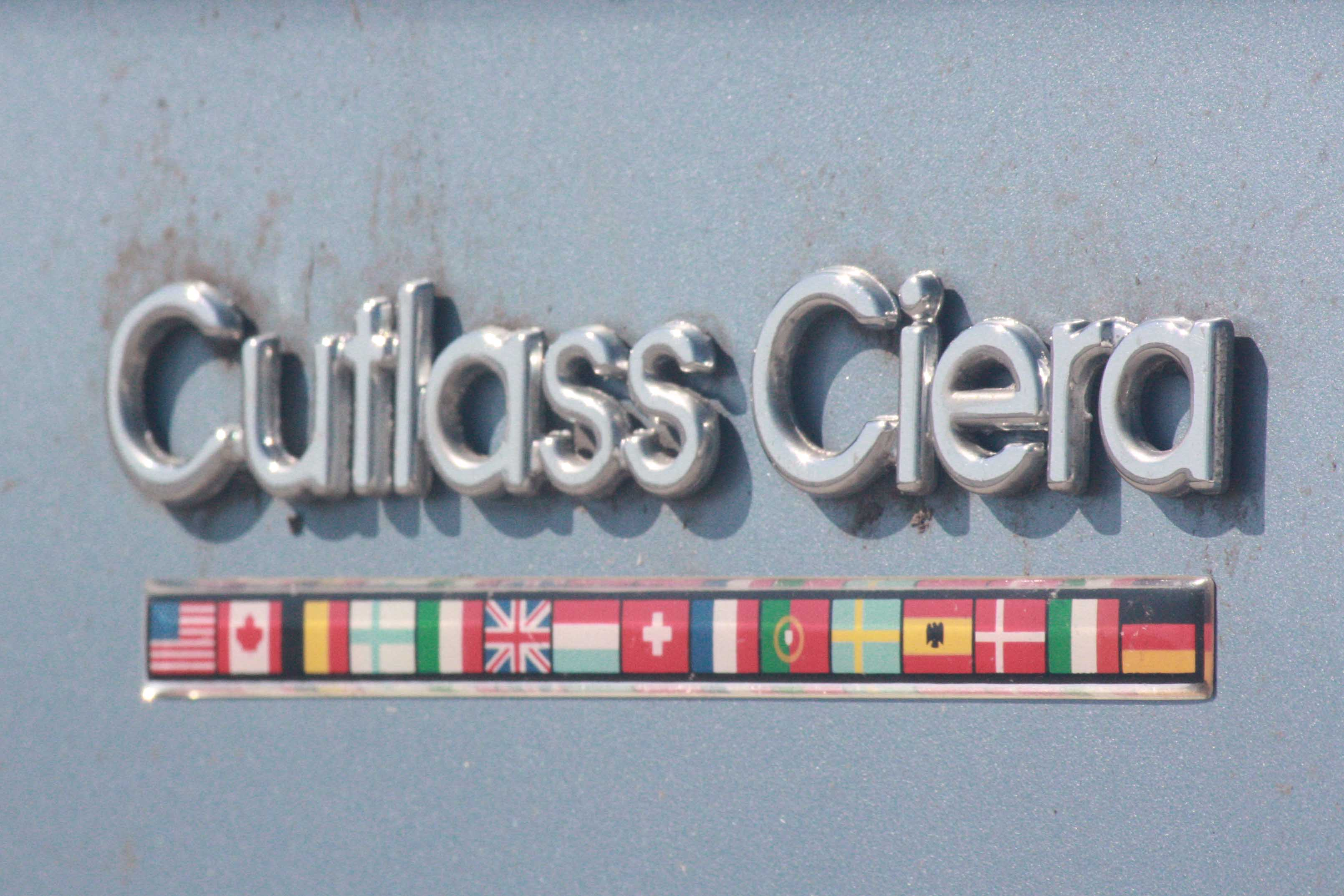
Шильдик

Oldsmobile Cutlass Ciera — среднеразмерный автомобиль, выпускавшийся подразделением Oldsmobile компании General Motors с сентября 1981 по август 1996 года.

## 1982—1988

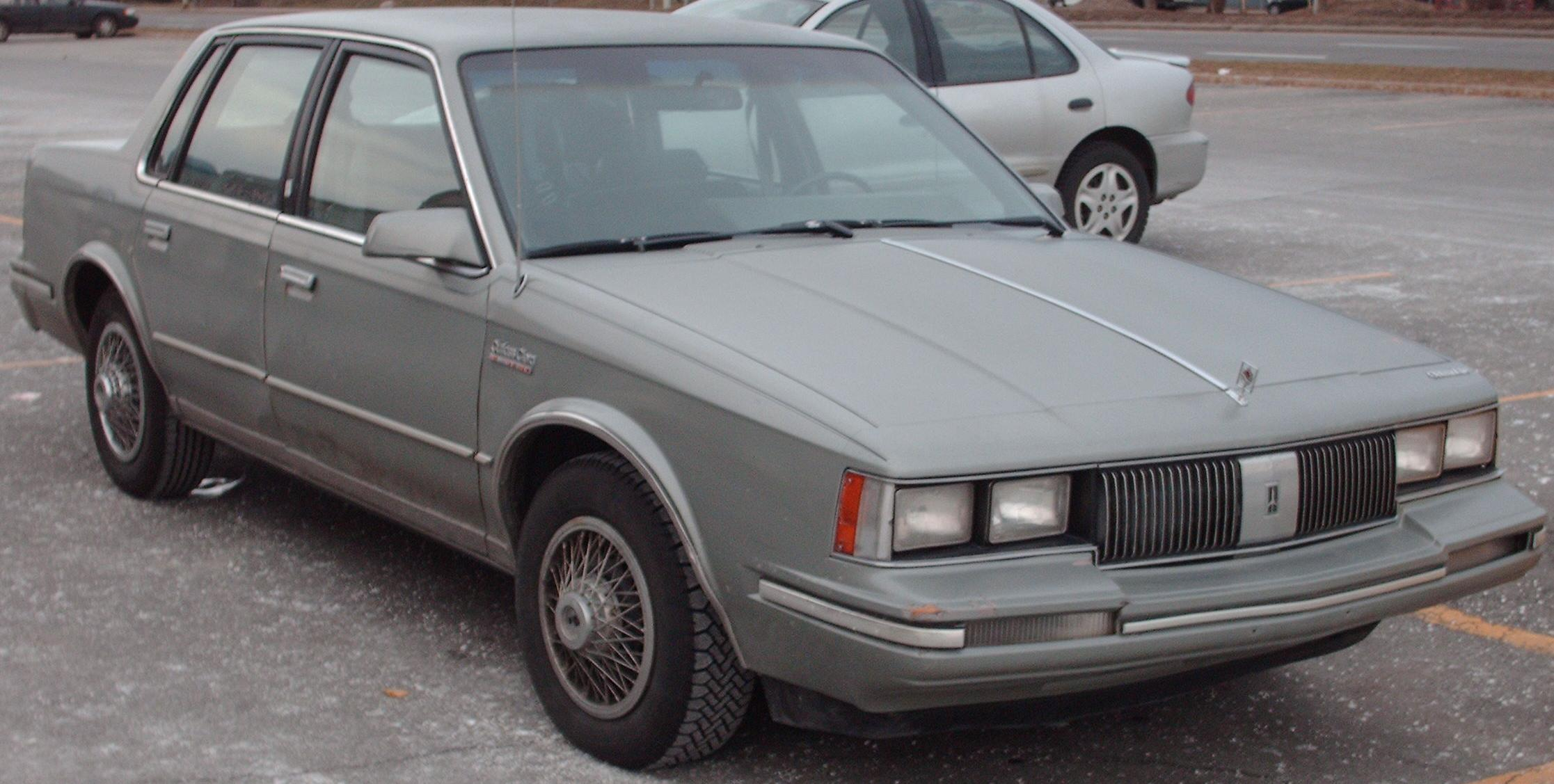
1984 Oldsmobile Cutlass Ciera Brougham

Производство автомобиля Oldsmobile Cutlass Ciera началось 28 сентября 1981 года в Джорджии, а продажи начались в 1982 году. В 1984 году универсал Cutlass Cruiser перешёл на платформу Cutlass Ciera. Автомобиль выпускался в трёх комплектациях: базовой, LS и Brougham.
Стандартным был 2,5-литровый четырёхцилиндровый двигатель Tech IV (Pontiac Iron Duke). Все модели также имели стандартные сиденья-скамейки и матерчатый салон. На всех моделях был установлен бензиновый двигатель Buick V6 объёмом 3,0 л или же дизельный двигатель Oldsmobile V6 объёмом 4,3 л. Отделка Brougham представляет собой плюшевый интерьер с виниловыми вставками, внутренними дверными ручки из кожзаменителя, дополнительной хромированной отделкой и лампой для чтения. В 1982 году купе и седан были сняты с производства из-за проблем с продажами. С 1983 по 1985 год выпускались только LS и Brougham. Сборка автомобилей организована во Фримонте.
В 1984 году в модельный ряд был добавлен универсал Cruiser с двигателем Buick V6 объёмом 3,8 л и пакетом опций Holiday Coupe. Двигатель сочетался в паре с четырёхступенчатой механической трансмиссией.
В 1985 году Cutlass Ciera прошёл первый рестайлинг радиаторной решётки, светотехники и интерьера. Седан получил индекс ES, а купе — GT. Весной 1985 года выпуск дизельного двигателя Oldsmobile объёмом 4,3 л был прекращён из-за проблем с продажами. В Канаде автомобиль оснащался 2,8-литровым двигателем V6.
С 1986 года радиаторная решётка Cutlass Ciera имела расширенные вентиляционные секции. Двигатель Buick V6 объёмом 3,0 л уступил место 2,8-литровому. Шильдик Cutlass Ciera появился на задней стеклопластиковой панели, чуть ниже крышки багажника.
В 1987 году Cutlass Ciera вновь прошёл рестайлинг радиаторной решётки. На рулевом колесе логотип Oldsmobile переместился вправо, в самый центр, а двигатель V6 объёмом 2,8 л LE2 был заменён на более мощный агрегат LB6. Модели Brougham и GT получили композитные фары в качестве стандартного оборудования. 2,5-литровый 4-цилиндровый двигатель Iron Duke получил незначительные обновления, в том числе змеевидный ремень, который заменил предыдущий установленный ремень двигателя для увеличения мощности на 6 лошадиных сил (до 98). Задние фонари Ciera были слегка переработаны путём добавления рёбер в их нижнюю четверть.
В 1988 году базовая модель Cutlass Ciera получила композитные фары, а Brougham был переименован в Brougham SL. Седаны получили раздвижной люк с электроприводом.

### Комплектации
- Base: 1982 и 1986—1988
- Brougham: 1982—1988
- Holiday Coupe: 1984—1986 (выпущено в середине 1986 года, когда появилась обновлённая линия крыши)
- ES: 1984—1986
- LS: 1982—1985
- GT: 1985—1987
- S: 1986—1987
- XC Special Edition: 1988
- SL: 1986—1988
- International Series: 1988

### Двигатели
| Годы производства | Двигатель                  | Мощность            | Крутящий момент |
| ----------------- | -------------------------- | ------------------- | --------------- |
| 1982—1986         | 2,5 л Tech IV I4           | 92 л. с. (68 кВт)   | 183 Н⋅м         |
| 1987—1988         | 2,5 л Tech IV I4           | 98 л. с. (72 кВт)   | 183 Н⋅м         |
| 1986*             | 2,8 л LE2 V6               | 112 л. с. (82 кВт)  | 197 Н⋅м         |
| 1987—1988         | 2,8 л LB6 V6               | 125 л. с. (92 кВт)  | 220 Н⋅м         |
| 1982—1985         | 3,0 л LK9 V6               | 110 л. с. (81 кВт)  | 197 Н⋅м         |
| 1982—1985         | 4,3 л Oldsmobile diesel V6 | 85 л. с. (63 кВт)   | 224 Н⋅м         |
| 1984—1985         | 3,8 л LG2 V6               | 125 л. с. (92 кВт)  | 264 Н⋅м         |
| 1986—1988         | 3,8 л LG2 V6               | 150 л. с. (110 кВт) | 270 Н⋅м         |

### Галерея

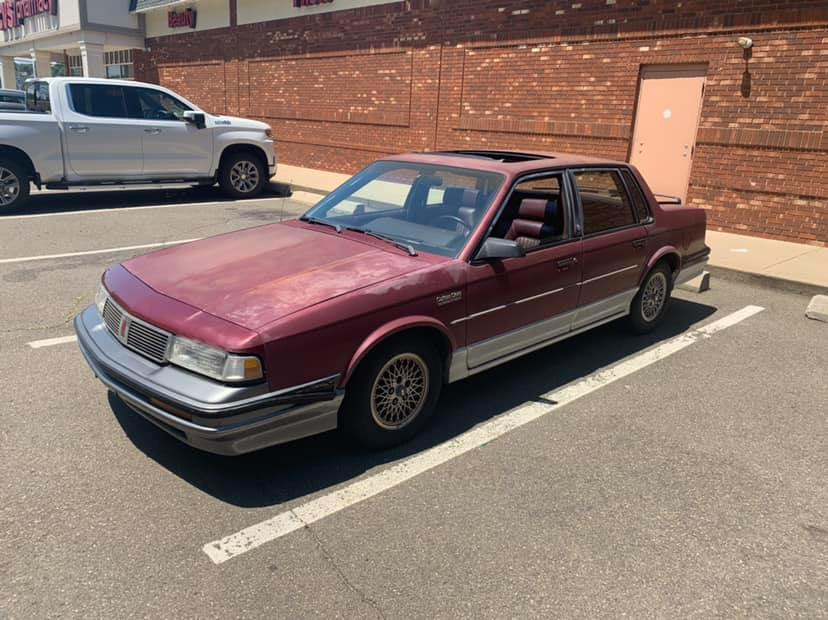
1988 Oldsmobile Cutlass Ciera с новой силовой установкой GM Astroroof (RPO CF5)
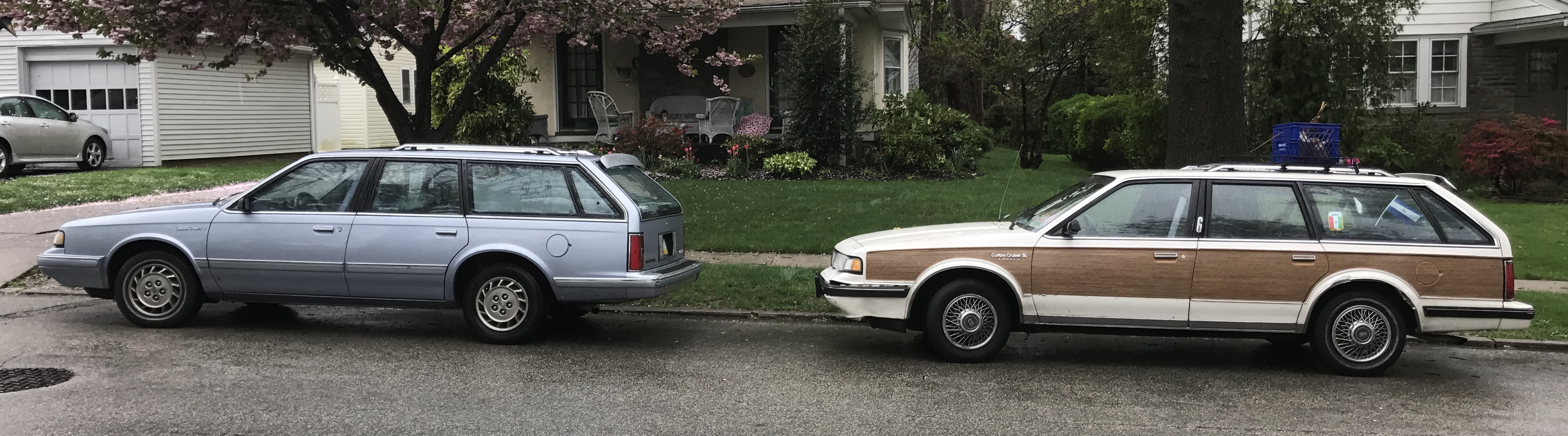
Два универсала (один из них с деревянной отделкой)
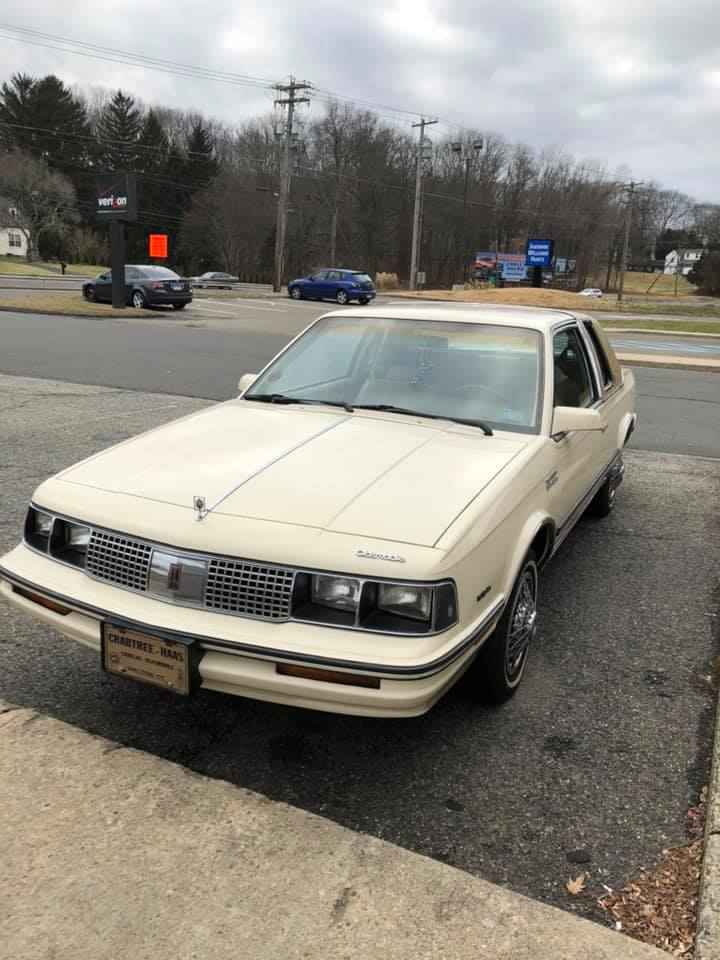
1985 Cutlass Ciera Holiday (RPO WJ5)
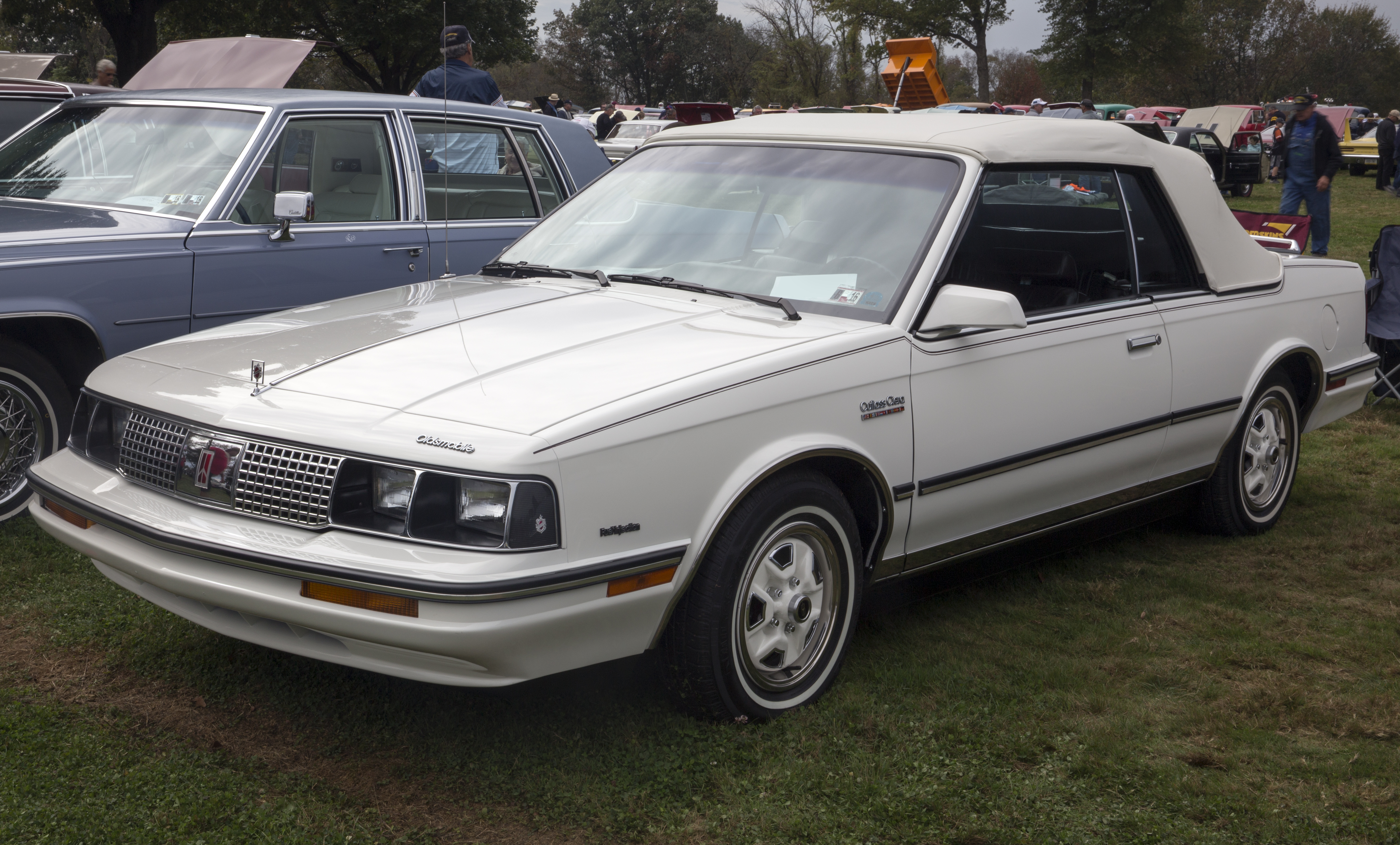
1985 Cutlass Ciera
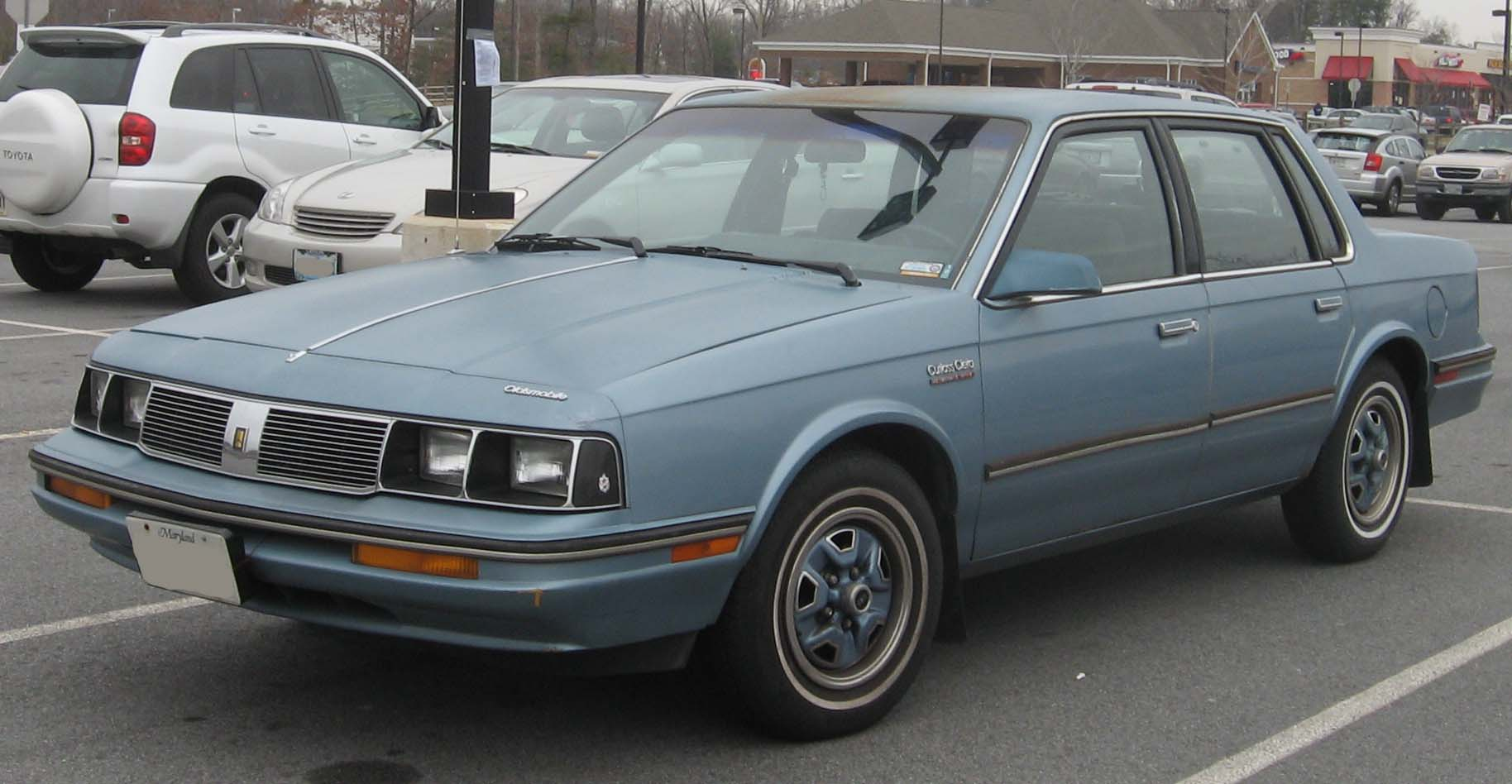
1987 Cutlass Ciera

## 1989—1996

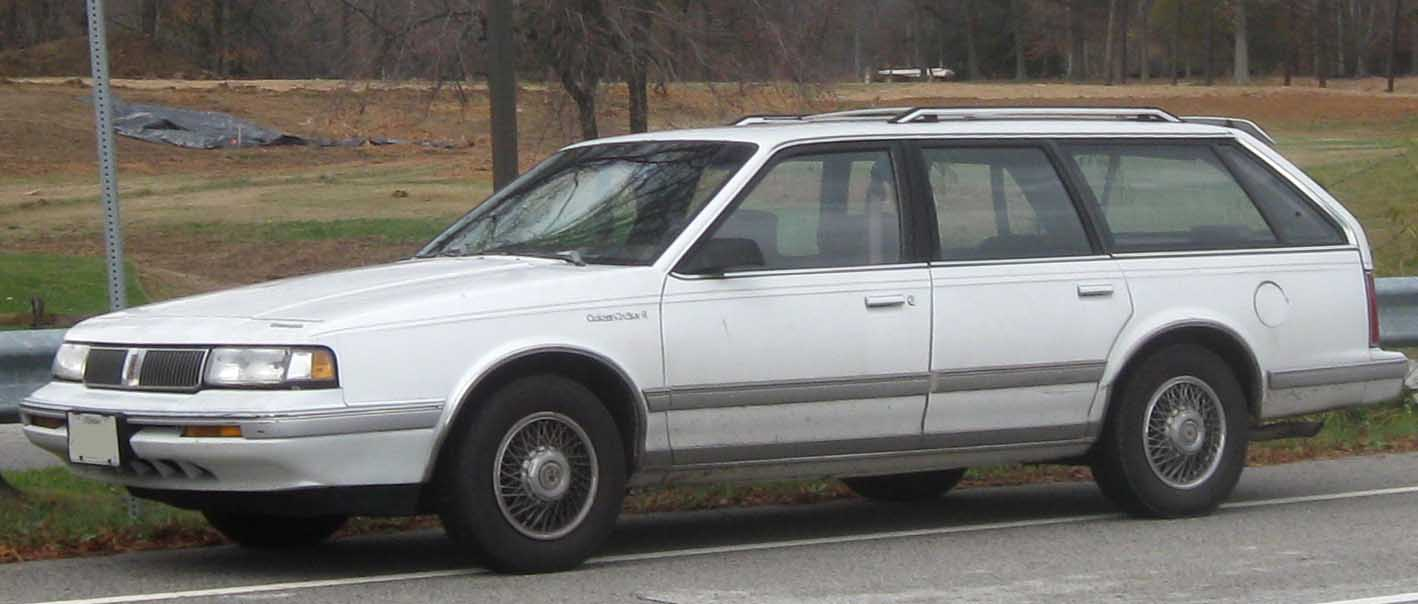
1990–1995 Cutlass Cruiser

Cutlass Ciera был обновлён в 1989 году. Седан получил линию крыши, аналогичную купе, переработанные молдинги по бокам кузова и ремни безопасности на задних сиденьях. Украшения капота были убраны. Автомобиль оснащался двигателем GM 3300 V6. Комплектация Brougham была снята с производства и заменена версией верхнего уровня SL. Универсал получил индекс XC.
В 1991 году была добавлена новая комбинация приборов с одометром пробега и датчиком температуры двигателя. Также были добавлены звуковые системы с 6 динамиками, дистанционный брелок для блокировки и улучшенная акустика кузова. В то же время продажи купеобразных Oldsmobile Cutlass Ciera в США и Канаде прекратились и продолжились в Мексике.
В 1992 году выпуск купе был прекращён, и в модельный ряд входили только седаны и универсалы с обозначениями «S» или «SL». Универсал конкурировал с Oldsmobile Silhouette. В том же 1992 году было выпущено более 132000 седанов и ещё 7793 универсала.
В 1993 году 2,5-литровый двигатель Tech IV был заменен 2,2-литровым двигателем 2200 OHV, который сочетался в паре с трёхступенчатой автоматической трансмиссией.
В 1994 году от названия SL отказались, и автомобили выпускались под названием Cutlass Ciera S. В стандартной комплектации автомобили оснащались подушкой безопасности, антиблокировочной системой, регулируемой рулевой колонкой, электрическим обогревом заднего стекла, автоматическими дверными замками и стеклоочистителями с задержкой. 3,1-литровый двигатель Chevrolet V6 с 4-ступенчатой автоматической коробкой передач заменил 3300 Buick V6. 2200 I-4 получил незначительные обновления, в результате чего мощность увеличилась на 10 лошадиных сил.
В 1995 году Cutlass Ciera вновь стал обозначаться индексом SL, а к 1996 году автомобиль был снят с производства. 

### Комплектации
- Base: 1989—1991
- Special Edition: 1994
- S: 1990—1994
- SL: 1989—1994
- SL Series I: 1995—1996
- SL Series II: 1995—1996
- International Series: 1989—1990
- XC: 1989—1990

### Двигатели
| Годы производства | Двигатель        | Мощность            | Крутящий момент |
| ----------------- | ---------------- | ------------------- | --------------- |
| 1989—1992         | 2,5 л Tech IV I4 | 110 л. с. (81 кВт)  | 183 Н⋅м         |
| 1989              | 2,8 л LB6 V6     | 125 л. с. (92 кВт)  | 217 Н⋅м         |
| 1989—1993         | 3,3 л Buick V6   | 160 л. с. (118 кВт) | 251 Н⋅м         |
| 1994—1996         | 3,1 л L82 V6     | 160 л. с. (118 кВт) | 251 Н⋅м         |
| 1993              | 2,2 л 2200 I4    | 110 л. с. (81 кВт)  | 176 Н⋅м         |
| 1994—1996         | 2.2 л 2200 I4    | 120 л. с. (88 кВт)  | 190 Н⋅м         |

### Галерея

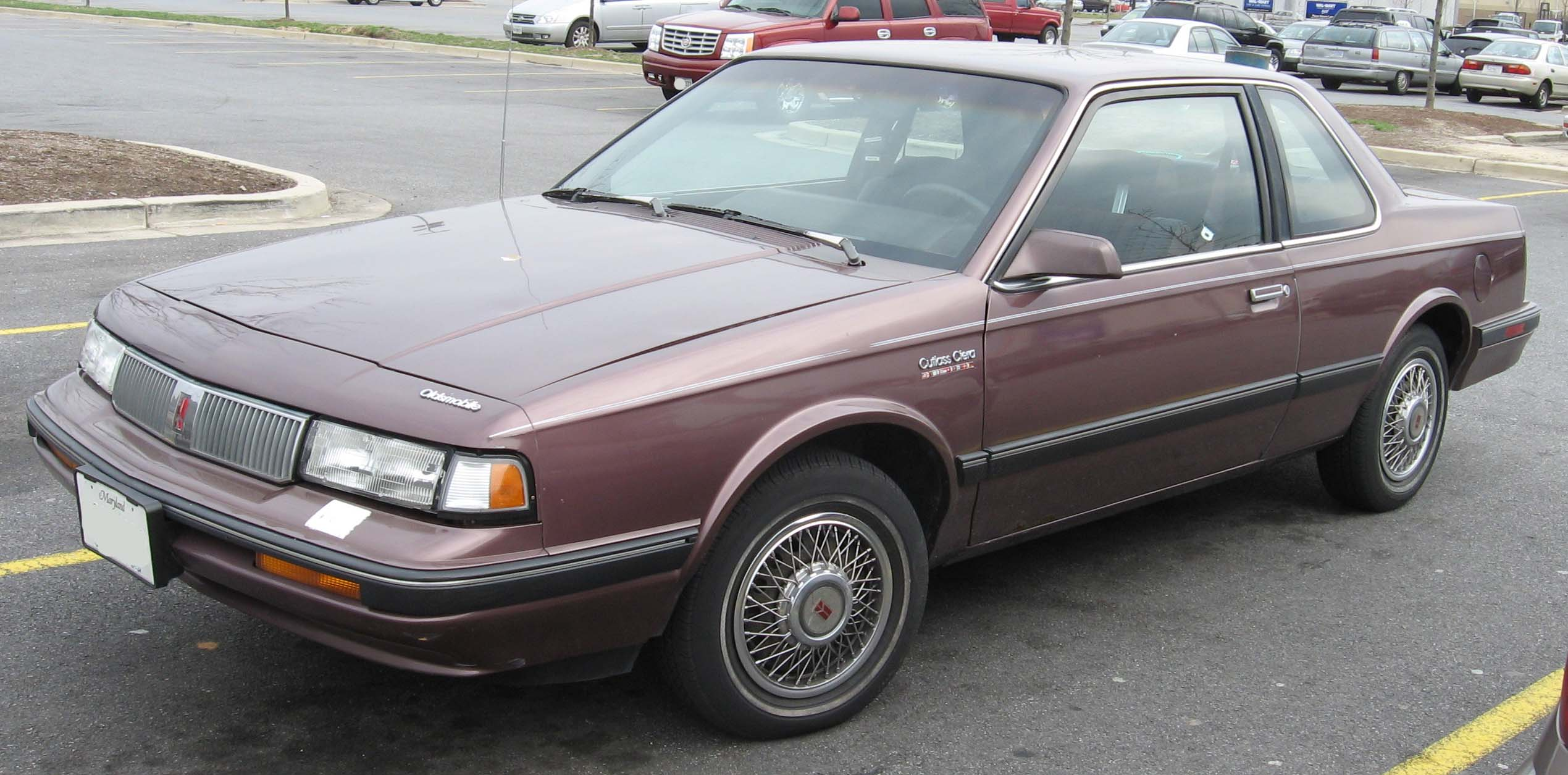
1989 Cutlass Ciera
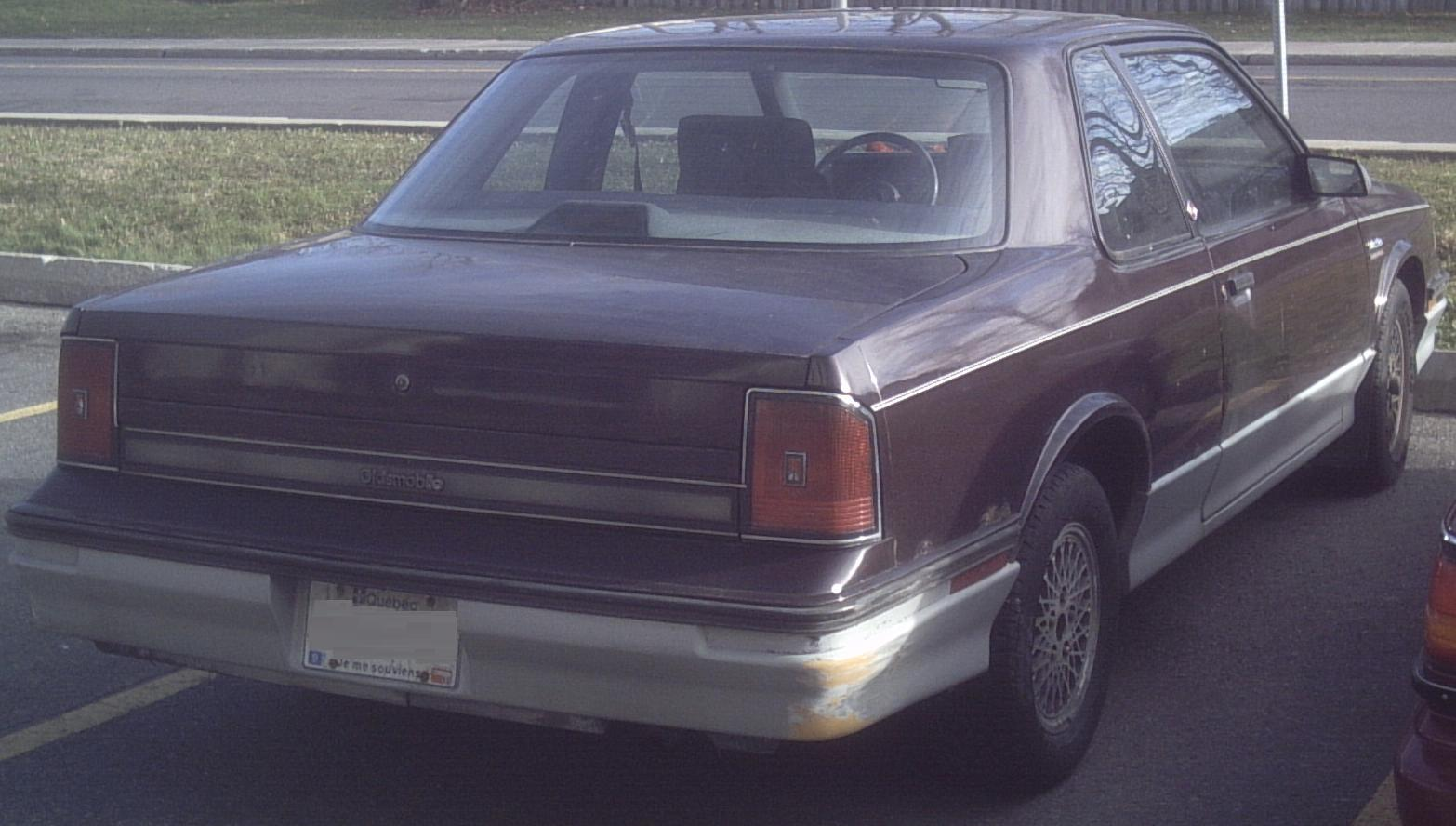
Вид сзади
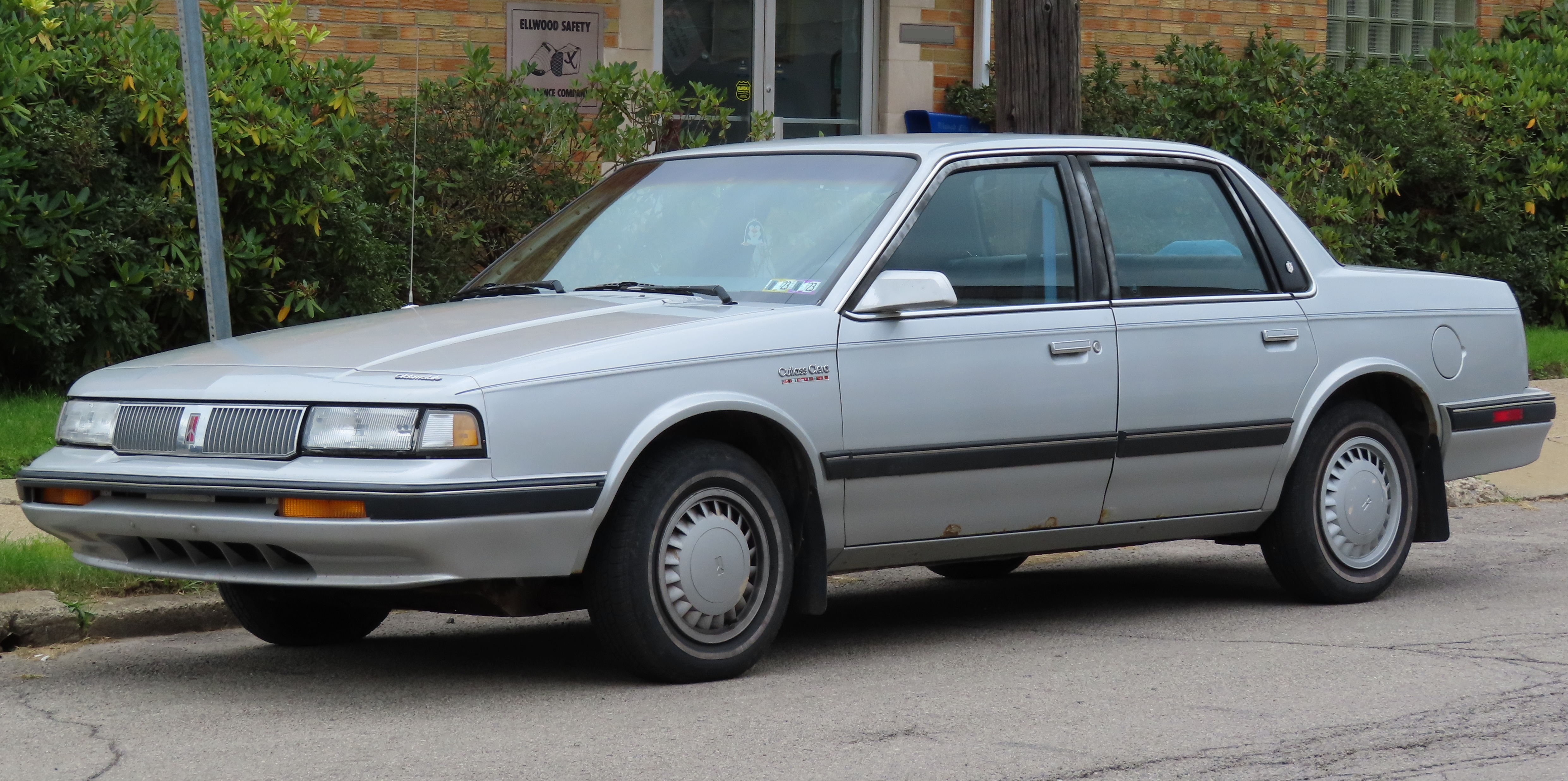
1990 Oldsmobile Cutlass Ciera
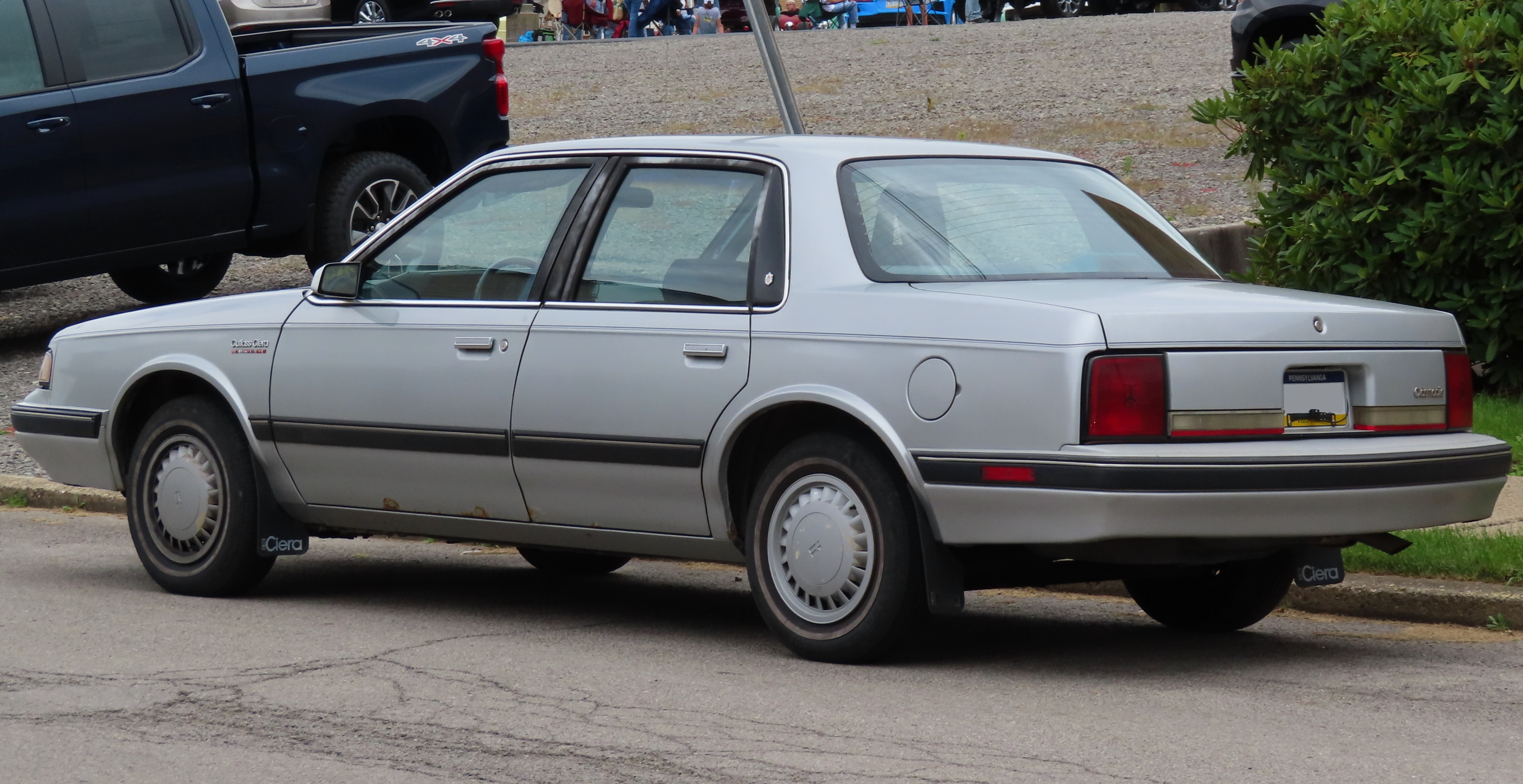
Вид сзади
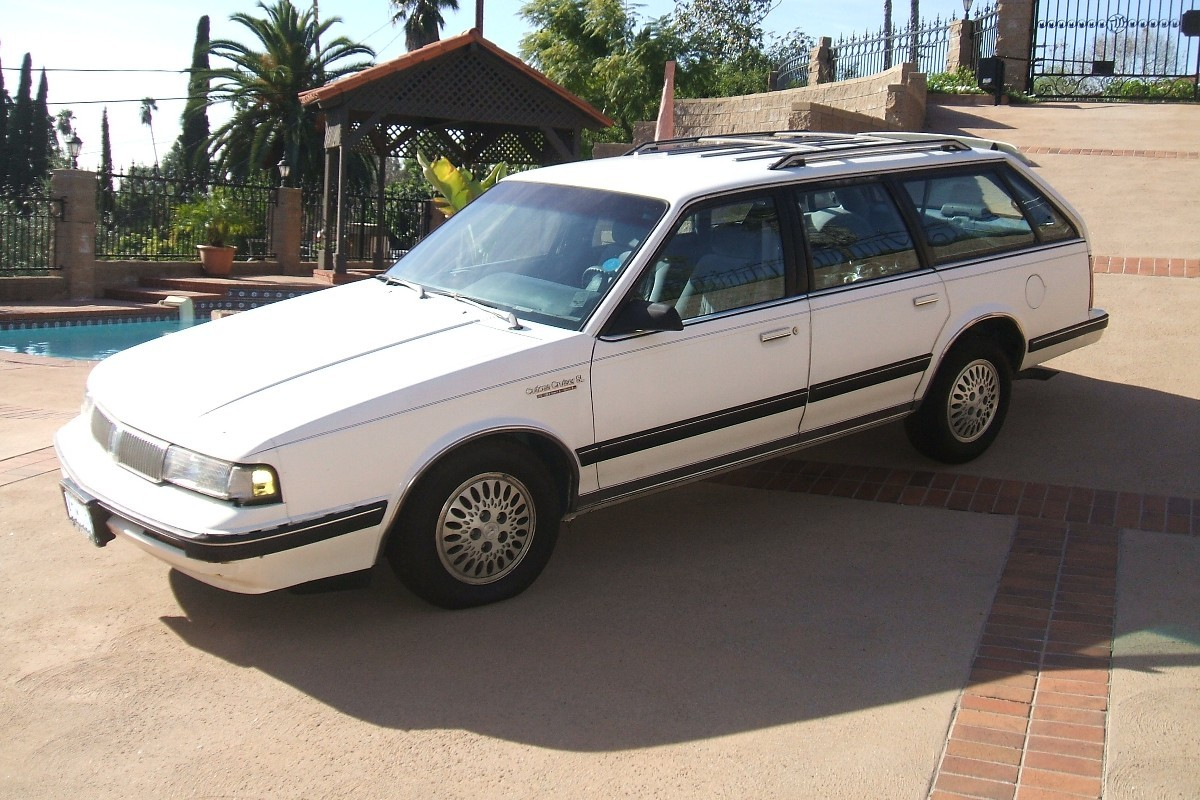
1992 Cutlass Cruiser SL
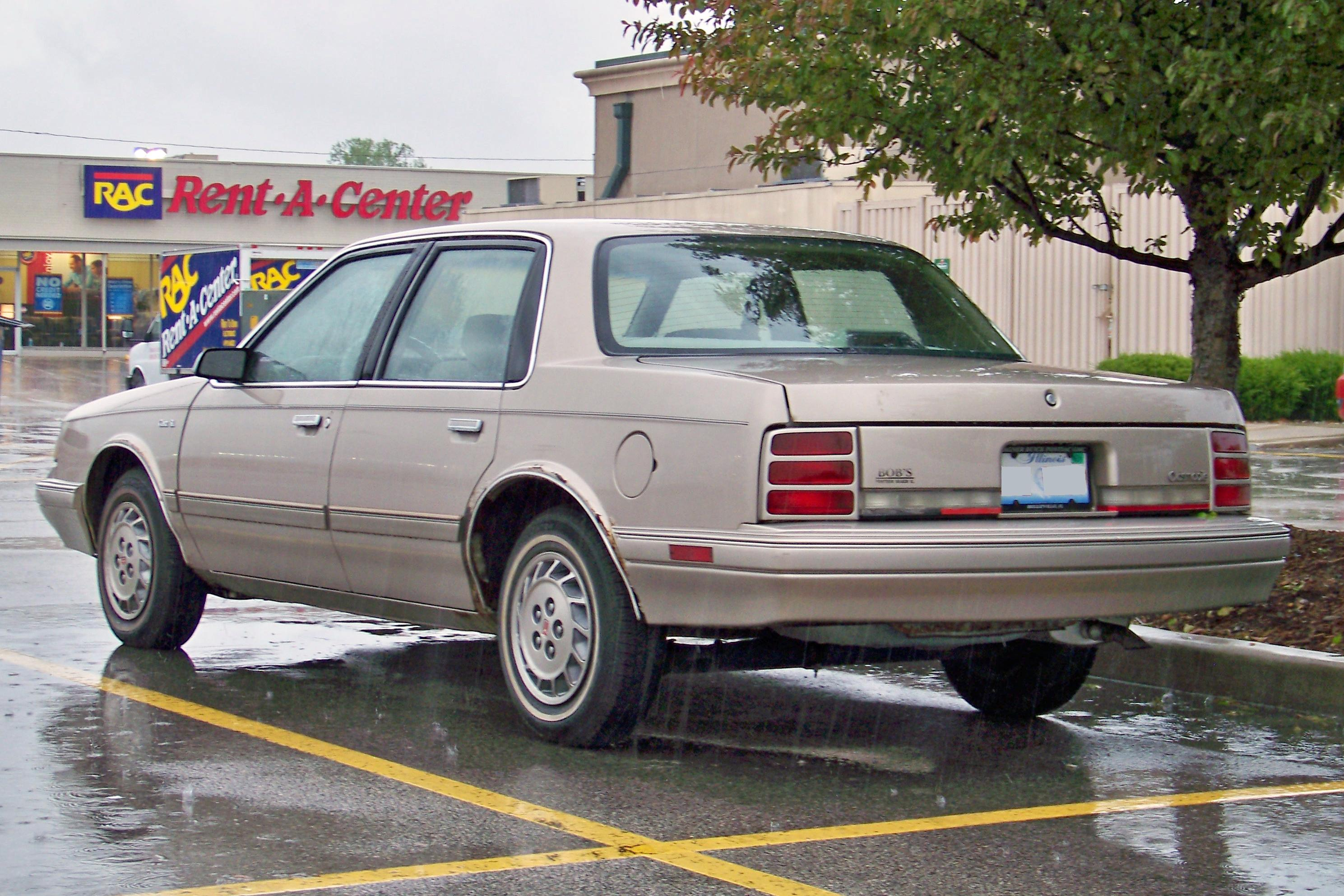
1996 Ciera SL